# Evangelisch-Augsburgse Kerk van de Heilige Drie-eenheid (Warschau)
De Augsburger Evangelistenkerk (Pools: Zbór Ewangelicko-Augsburgski) of de Heilige Evangelische Kerk van de Drievuldigheid van de Bekentenis van Augsburg is een lutheraanse kerk in de Poolse hoofdstad Warschau. Het is een van de twee Augsburger Evangelische kerken van Warschau.

## Geschiedenis

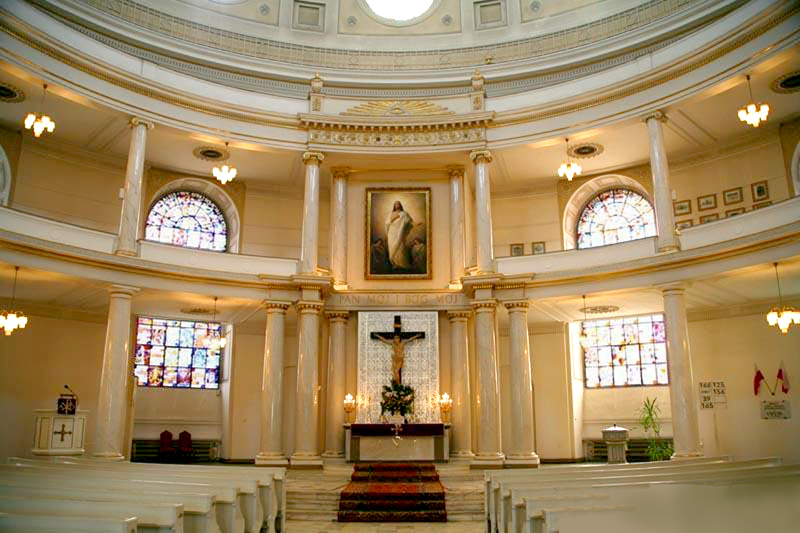
Interieur van de kerk

De bankier van koning Stanisław August Poniatowski, Piotr Tepper spande zich in voor de bouw van de kerk en in 1777 kreeg hij groen licht van de koning. Maar de koning schiep voor hem het recht om het ontwerp van het gebouw te kiezen. De kerk werd tussen 1777 en 1782 naar ontwerpen van Szymon Bogumił Zug gebouwd in de vorm van een classicistische rotonde, zoals het Pantheon in Rome. De kerk heeft een cirkelvormige plattegrond met drie symmetrische bijruimten. De Lutheraanse kerk was ten tijde van de voltooiing het hoogste gebouw van het 18de-eeuwse Warschau. De doorsnede van de koepel was 33.4 meter en de hoogte was 58 meter. De enorme koepel wordt bekroond door indrukwekkende zuilenlantaarns. In de kerk lopen ook boven elkaar twee galerijen die, zoals dat bij de protestantse kerken gebruikelijk is, rond de preekstoel zijn gegroepeerd.
De koepel van de kerk stortte tijdens het Duitse bombardement op Warschau op 16 september 1939 in. De kerk werd tijdens de Opstand van Warschau in 1944 door de Duitsers in brand gestoken.
De kerk werd in 1956 weer in gebruik genomen als kerk. Door zijn akoestische verbetering en zijn orgel gebruikt de Kameropera van Warschau (Warszawska Opera Kameralna) de kerk vaak voor diverse huisconcerten voor klassieke muziek.